# Netelia caudata
Netelia caudata là một loài tò vò trong họ Ichneumonidae.